# Papaver labradoricum
Papaver labradoricum là một loài thực vật có hoa trong họ Anh túc. Loài này được (Fedde) Solstad & Elven mô tả khoa học đầu tiên năm 2008.